# 팔라시 무라

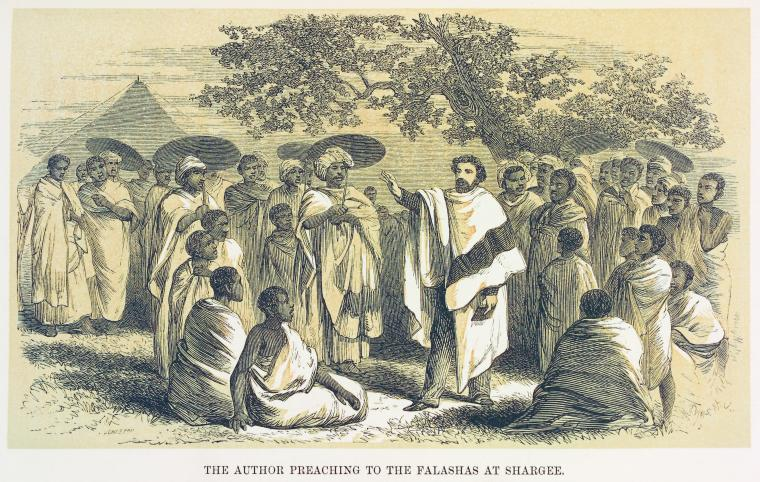

팔라시 무라(Falash Mura)란 에티오피아와 에리트레아에 살던 유대인인 베타 이스라엘에서 기독교로 개종한 사람들을 말한다.
팔라시 무라는 주로 19세기 말과 20세기 초에 서구 개종의 결과로 기독교로 개종한 에티오피아의 베타 이스라엘 공동체의 후손들에게 주어진 이름이다. 이 용어에는 앞서 언급한 기독교로 개종한 역사적 개종자뿐만 아니라 에티오피아 유대인 관습을 따르지 않은 베타 이스라엘도 포함된다. 대부분이 자발적으로 개종했지만 일부는 자신의 의사에 반하여 강제로 개종했거나 대다수 기독교 인구의 경제적 어려움과 사회적 배제로 인해 개종을 강요당했다.
많은 사람들이 이스라엘에 도착했지만, 이스라엘 내무부의 손에 있는 SSEJ가 편집한 커뮤니티 기록과 목록에 따르면 아디스아바바와 곤다르에 있는 베타 이스라엘 커뮤니티의 약 12,000명의 회원이 알리야를 기다리고 있다.
이스라엘 정부는 많은 팔라시 무라가 아프리카에서 안전하게 벗어나 기독교로 다시 개종했다고 주장하지만 활동가들은 대부분의 팔라시 무라가 영구적으로 유대교로 개종했다고 주장한다.